# Arturo Salah
Arturo Alejandro Salah Cassani (Santiago del Cile, 4 dicembre 1949) è un allenatore di calcio, ex calciatore e dirigente sportivo cileno.

## Carriera

### Giocatore
Nella sua carriera ha giocato nell'Audax Italiano, nell'Universidad Católica, nell'Universidad de Chile e nel Deportivo Palestino.

### Allenatore
Ha iniziato la sua carriera di allenatore nel 1984, con l'Universidad Católica. La sua seconda squadra è stata il Colo-Colo, con cui ha vinto due campionati (nel 1986 e nel 1989). Successivamente ha guidato la Nazionale cilena.